# Sabrina Salerno
Sabrina Debora Salerno (Genova, 15 marzo 1968) è una cantante, showgirl e attrice italiana.
Scoperta da Claudio Cecchetto, è divenuta celebre negli anni ottanta, col solo nome d'arte Sabrina, come cantante di genere Italo disco, suscitando interesse anche per le sue misure da pin-up. Ha ottenuto un grande successo in tutta Europa grazie agli album Sabrina, Super Sabrina e Over The Pop e ai singoli Sexy Girl e Boys (Summertime Love); quest'ultimo in particolare raggiunse la terza posizione della classifica dei singoli britannica, rendendo la Salerno tra i pochi italiani ad essere riusciti a entrare tra le prime posizioni.
Ha proseguito la sua carriera incidendo diversi album, e partecipando ad alcuni film e spettacoli teatrali e televisivi. Ha venduto in totale circa 20 milioni di dischi, risultando tra gli artisti italiani di maggior successo.

## Biografia

### Esordio
È nata a Genova e sin da subito venne accudita da una sorella di sua nonna. Dai cinque ai quindici anni visse coi nonni a Sanremo. Tornata a Genova studiò al liceo linguistico (parla inglese, francese, spagnolo e russo oltre all'italiano) e nel 1984 partecipò al concorso di bellezza di Miss Lido, vincendolo. In seguito vinse il titolo di Miss Liguria, che le permise di partecipare a Miss Italia. Esordì in televisione nel 1985 affiancando Nino Manfredi e Johnny Dorelli nella quarta edizione del popolare show del sabato sera Premiatissima su Canale 5.
Ha esordito come cantante nel 1986 con il singolo Sexy Girl, prodotto da Claudio Cecchetto al quale si era proposta presentandosi in radio, che ebbe successo in Italia, Germania, Australia e in altri paesi europei, venendo scelta come sigla del Festivalbar 1986. Nel frattempo partecipò come cantante e showgirl ad altri due varietà di Canale 5: Grand Hotel (1986) e SandraRaimondo Show (1987), con Sandra Mondaini e Raimondo Vianello.

### Gli anni ottanta: il successo internazionale
Nel 1987 pubblicò l'album d'esordio Sabrina, che oltre al primo singolo Sexy Girl, conteneva nuovi brani e cover che riscossero successo internazionale, prima su tutte Boys (Summertime Love), che conquistò la terza posizione della classifica britannica, trovandosi preceduta solo da Michael Jackson e Madonna. Questo singolo ottenne particolare successo in tutta Europa, piazzandosi ai primi posti delle classifiche di paesi come Svizzera, Francia, Spagna, Germania, Norvegia, Australia e Italia. Il videoclip realizzato per la promozione del singolo contribuì non poco al successo del brano: la Salerno infatti, nel videoclip, usciva da una piscina bevendo un cocktail con indosso un bikini bianco reso trasparente dall'acqua.

Dall'album d'esordio furono estratti anche i singoli Hot Girl e la cover della nota canzone di Patti LaBelle Lady Marmalade. Lady Marmalade entrò nella classifica francese e scandinava, mentre Hot Girl ha ottenuto successo in tutta Europa, con buone posizioni anche in Svizzera e Germania. Queste canzoni in stile Italo disco, accompagnate da maliziosi videoclip che esaltavano la fisicità dell'interprete, famosa per il suo seno abbondante, la consacrarono come uno dei sex symbol degli anni ottanta. Celebre fu una sua esibizione nella trasmissione spagnola Nochevieja, durante la quale uno dei suoi seni uscì inaspettatamente allo scoperto, ricevendo grande attenzione mediatica. Tra il 1986 e il 1987 affrontò i primi ruoli di attrice, con le pellicole Grandi magazzini e Le foto di Gioia, insieme al telefilm Professione vacanze.

Sabrina Salerno sul set del film Fratelli d'Italia assieme a Jerry Calà, 1989

Nel 1988 uscì il secondo album, Super Sabrina che ottenne un ottimo riscontro commerciale a livello europeo entrando in diverse classifiche. L'album conteneva diversi singoli di successo come All of Me (Boy Oh Boy), realizzata da Stock, Aitken & Waterman (produttori della dance inglese dell'epoca, anche di Kylie Minogue, Donna Summer, Rick Astley e Samantha Fox), My Chico e Funky Girl. Con My Chico al Festivalbar 1988 venne premiata come Migliore Cantante Europea dell'anno. Infatti, anche con questo singolo (prodotto da Moratto), ottiene un grande successo in diversi paesi europei, e in Italia arriva alla prima posizione della classifica dei singoli più venduti. Sempre nello stesso anno uscì un altro brano di successo, Like a Yo-Yo, prodotto da Giorgio Moroder. Quest'ultimo singolo scala le classifiche europee e in particolare si piazza al primo posto in Finlandia, inoltre fu scelto in Italia come sigla di chiusura dello show televisivo di Canale 5 Odiens, che vide la cantante nel cast al fianco di Lorella Cuccarini, Ezio Greggio e Gianfranco D'Angelo. In Scandinavia uscì una raccolta di brani remixati dal titolo Something Special, che raggiunse la ventunesima posizione della classifica svedese. Successivamente uscì in tutta Europa il singolo Sex.
In questo periodo esplose un vero e proprio fenomeno: in Spagna vennero creati dei chewingum con le sue immagini, delle bambole con le sue sembianze e messo addirittura in commercio un videogioco per home computer chiamato Sabrina.
Nel 1989 incise un altro singolo di successo, Gringo (decima posizione in Italia), e fu protagonista di un concerto all'Olimpisky Stadium di Mosca, diviso in tre giorni, seguito da oltre 50.000 persone. Questo concerto fu reso disponibile in VHS con il titolo Sabrina Live In Moscow.
Sempre in quell'anno uscì al cinema il film Fratelli d'Italia, con Jerry Calà e si esibì in Svizzera al Montreux Pop Festival. Solo in Spagna uscì un album raccolta intitolato Single Hits, che mischiava i brani del primo e del secondo album.

### Gli anni novanta: Sanremo 1991, televisione e teatro
Da gennaio a giugno 1990 affianca Raffaella Carrà nella conduzione del programma di Rai Due “Raffaella venerdì, Sabato e domenica... E saranno famosi”. Nel marzo 1990 incise il singolo Yeah Yeah e pubblicò in Europa e Sud America il suo terzo album di inediti, Over the Pop partecipando per la quinta volta al Festivalbar 1990. Sempre nello stesso anno uscì Super Remix che conteneva i suoi più importanti singoli in versione remix. L'anno successivo, nel 1991, per la prima volta incise una canzone in lingua italiana, Siamo donne, insieme a Jo Squillo, con cui le due cantanti parteciparono al Festival di Sanremo di quell'anno. Il brano entrò in classifica in Italia e venne inserito nella riedizione dell'album Over the Pop, dal quale nel corso del 1991 furono pubblicati il singolo Shadows of the Night e il singolo promozionale Dirty Boy Look.

Sabrina Salerno e Jo Squillo cantano Siamo donne al Festival di Sanremo 1991

Con questo album, per la prima volta, la cantante si cimentò anche nella scrittura e nella produzione di alcuni brani. Nel 1992 è uscito in Francia il singolo Cover Model. In questo periodo emerse da parte dell'artista la volontà di cambiare direzione artistica e staccarsi dall'immagine aggressiva e sexy che l'aveva lanciata, entrando così in contrasto con il suo management, che continuava a proporla come seducente interprete di brani scanzonati e maliziosi. Tra dicembre 1991 e gennaio 1992 è nel cast del programma di Canale 5 Bellezze sulla neve, dove animava la parte musicale cantando, tra le altre, la sigla di chiusura Love Dream.
Tra febbraio e aprile 1992 fu ospite fissa dell'equivalente spagnolo Bellezas En La Nieve, trasmesso da Telecinco. Nel 1994, anno in cui avvenne la separazione artistica da Gianpiero Menzione, manager che l'aveva scoperta e lanciata, incise altri due singoli dance, Rockawillie e Angel Boy che entrarono in classifica in diversi paesi europei. Nel 1995 venne pubblicato il primo album in lingua italiana, Maschio dove sei, prodotto da lei stessa e distribuito dall'etichetta NAR International, che la vide collaborare con Massimo Riva e Vasco Rossi. Il cd venne ristampato nel 1997 con un altro titolo, Numeri, contenente le stesse tracce più il nuovo brano che da il nome all' album, Numeri appunto. I singoli estratti furono Fatta E Rifatta, Maschio Dove Sei e Numeri.
Nel 1995 esordì a teatro diretta da Alessandro Capone con la commedia I cavalieri della tavola rotonda, dove interpretava, accanto a Tosca D'Aquino, Gianfranco D'Angelo e Daniele Luttazzi, il ruolo della Fata Morgana. Nel 1996 uscì un album di remix dal titolo Remix 1996 che conteneva i singoli del primo album remixati, distribuito dalla RTI Music, e tornò in televisione affiancando Jocelyn nel game-show Il grande gioco del mercante in fiera, in onda su TMC. L'anno dopo tornò in teatro con la commedia Uomini sull'orlo di una crisi di nervi, sempre diretta da Alessandro Capone. Nell'estate del 1998 affiancò Carlo Conti nella conduzione dello show di Rai 1 Cocco di mamma, mentre nell'autunno successivo riprese invece la tournée teatrale.
Il 1999 segnò il ritorno della cantante alla musica, con la pubblicazione in Italia e in Spagna dell'album A Flower's Broken, che non ottenne il successo sperato. Il singolo scelto per la promozione fu il brano I Love You. Nell'autunno del 1999 uscì il film degli 883 Jolly Blu, che la vedeva fra i protagonisti, e contemporaneamente, prese parte alla sitcom Tutti gli uomini sono uguali in onda su Italia 1, con Maurizio Crozza.

### Anni duemila: il ritorno alla musica
Dal 2001 al 2003 Sabrina è stata una dei protagonisti del musical Emozioni, diretto da Sergio Japino, con Ambra Angiolini e Vladimir Luxuria. Il musical ha ottenuto un grande successo, portando alla cantante critiche positive. Nell'autunno del 2002 ha preso parte al programma di Italia 1 Matricole & Meteore nel ruolo di inviata.

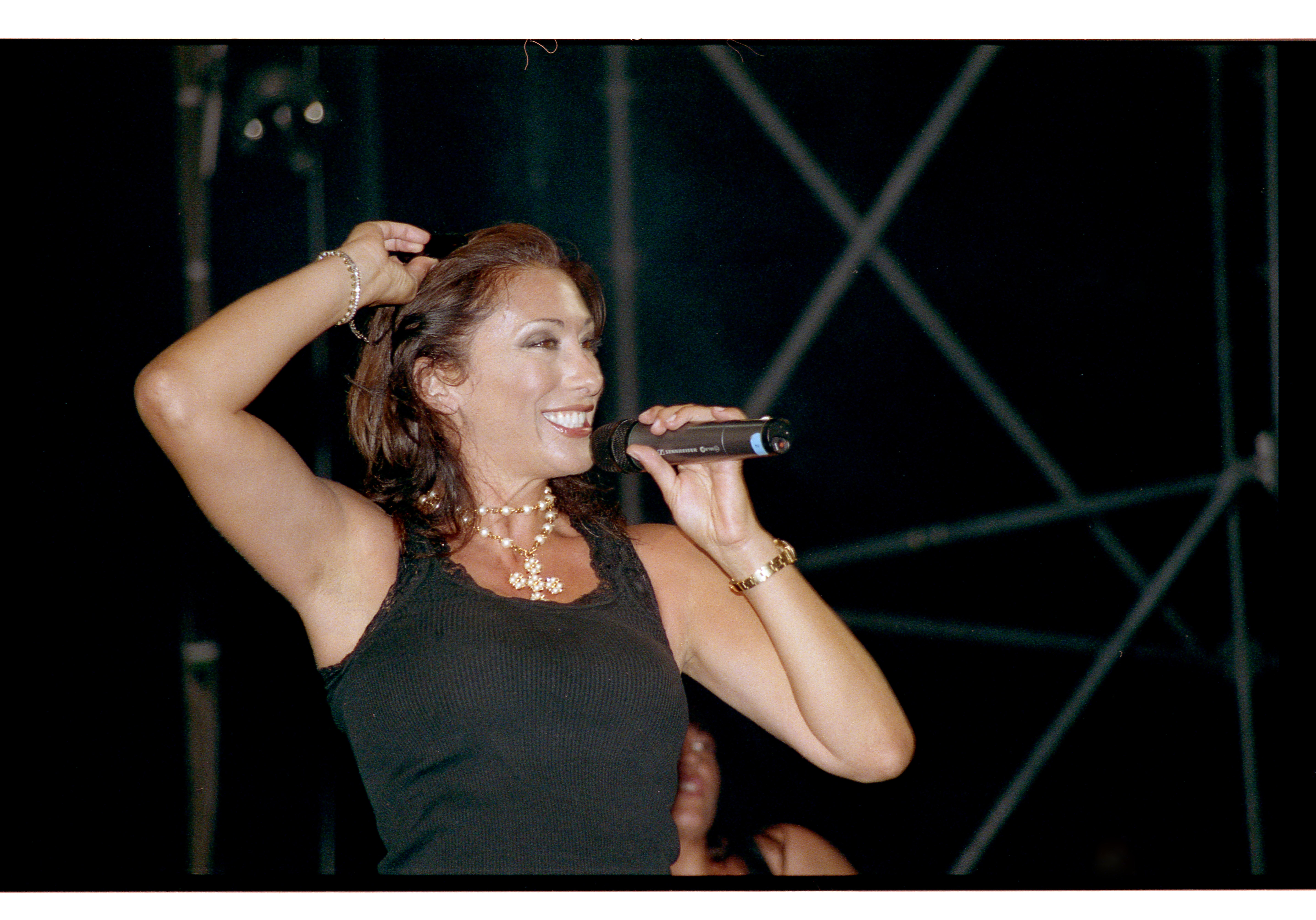
Sabrina Salerno in concerto a Venezia nell'estate 2009

Nel 2005 ha partecipato come concorrente a Hit Me Baby One More Time, talent show musicale del canale televisivo inglese ITV. Nello stesso anno ha recitato nel film indipendente del regista Cristiano Cerriello Colori, che le ha fatto vincere il premio della critica al Festival del cinema di Salerno. Nel 2006 ha pubblicato, esclusivamente sul suo sito ufficiale, un singolo dance-house intitolato I Feel Love (Good Sensation), e ha recitato in Film D., sempre diretta da Cerriello. Nel 2007 inizia un sodalizio col network radiofonico francese RFM, entrando a far parte del gruppo di cantanti protagonisti della tournée RFM Party 80, che fa tappa in numerosi palazzetti e stadi francesi. Anche nel 2008 Sabrina prende parte al tour RFM Party 80, a cui alterna diverse apparizioni televisive a concerti in diverse località europee.
Il ritorno ufficiale di Sabrina alla discografia è avvenuto il 3 ottobre 2008, data di pubblicazione dell'album Erase/Rewind Official Remix, sotto etichetta Edel, diviso in due dischi: il primo contenente tredici suoi celebri brani ricantati e reincisi in nuove versioni, il secondo tredici brani pop-rock registrati da Sabrina negli anni Novanta ma rimasti inediti. Dall'album è stato inoltre estratto come singolo il brano Erase/Rewind cover dell'omonimo brano dei The Cardigans, che ha ottenuto un tiepido successo di vendite, venendo comunque trasmesso nei maggiori network musicali televisivi.
Il 17 maggio 2008, come tappa del tour RFM Party 80, sì è esibita allo Stade de France di Parigi davanti a un pubblico di 48.000 persone. Il 24 agosto ha partecipato al Festival internazionale della canzone di Sopot in Polonia, e in un solo giorno, la sua esibizione su YouTube, registra oltre 150.000 visualizzazioni. Nell'agosto dello stesso anno ha affiancato per una settimana Alberto Davoli nella conduzione del programma radiofonico Estate 101, su R101. Il 16 febbraio 2009 entra a sorpresa nella casa del Grande Fratello per cantare assieme ai concorrenti Siamo donne, prova canora della settimana.

### Anni duemiladieci: il successo in Francia conStars 80

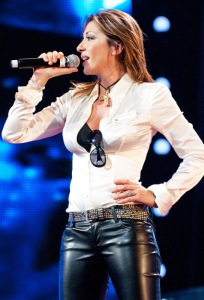
Sabrina Salerno in concerto a Mosca nell'ottobre 2010

Il 15 luglio 2010 ha pubblicato in coppia con la cantante inglese Samantha Fox il singolo Call Me, cover del famoso brano del 1980 del gruppo new wave Blondie. Il singolo è stato accompagnato da un EP di dieci tracce e da un video musicale diretto da Mauro Lovisetto, e ha raggiunto la quarta posizione della classifica dance dei dischi più venduti. Sempre nell'estate del 2010, Sabrina ritorna in televisione come conduttrice del programma Mitici '80, trasmesso in prima serata su Italia 1 per quattro puntate. Il 5 agosto 2011 viene pubblicato Boys & Girls, singolo di Steve Forest coi Club Dogo e Fatman Scoop che contiene un campionamento di Boys (Summertime Love), e nel cui video compare Sabrina stessa.
Da febbraio a maggio 2012, oltre ai concerti in vari paesi europei, torna a prendere parte in Francia al tour RFM Party 80, che ha toccato i principali palazzetti dello sport francesi. Durante le tappe del tour, Sabrina si esibisce anche in una cover di Ouragan, brano del 1986 di Stéphanie di Monaco, che successivamente verrà pubblicato in formato digitale senza promozione da singolo nell'estate del 2015. Il 24 ottobre 2012 esce in Francia e in Belgio il film Stars 80, in cui Sabrina recita nel ruolo di se stessa a fianco ad altri cantanti degli anni ottanta; la pellicola è diretta da Frédéric Forestier e Thomas Langmann, già premio Oscar per il film The Artist, e riscuote un grande successo.
In seguito al successo del film Stars 80, da febbraio 2013 Sabrina e gli altri cantanti del film iniziano un tour nei palazzetti e stadi francesi, che terminerà nel luglio 2014. Nello stesso periodo collabora col duo inglese Neon Neon nella canzone Shopping (I Like To), inclusa nel loro album Praxis Makes Perfect, pubblicato il 28 aprile 2013. Dal 28 marzo al 25 aprile 2014 Sabrina prende parte a La pista, talent show trasmesso da Rai 1 in prima serata e condotto da Flavio Insinna, nel ruolo di coach e caposquadra del gruppo di ballo LECCEzione. Il 24 giugno dello stesso anno è stato pubblicato Colour Me, nuovo singolo di Sabrina prodotto da Rick Nowels, di cui lei stessa è autrice e coproduttrice. Lo stesso giorno è stato pubblicato anche il videoclip del brano sull'account Vevo di Sabrina.
A partire dal 23 ottobre 2014 Sabrina riparte con il tour francese Stars 80, l'Origine. Il tour, inizialmente previsto fino a dicembre, viene prolungato nel 2015 con una nuova serie di concerti da febbraio a giugno e da ottobre a dicembre, e il 9 maggio fa tappa con un concerto evento allo Stade de France di Parigi, trasmesso in diretta dal canale televisivo nazionale TF1. Da novembre 2016 fino a dicembre 2017 Sabrina prende parte ad una nuova lunga edizione del tour francese, rinominato Stars 80, 10 ans déjà!; la tappa del 2 dicembre 2017 presso la U-Arena di Nanterre viene trasmessa in diretta come concerto evento dal network televisivo France 2. Il 6 dicembre inoltre è nelle sale francesi il film Stars 80, la suite, seguito del film del 2012 diretto da Thomas Langmann, in cui Sabrina è nuovamente fra gli interpreti. Il 30 novembre pubblica il singolo Voices, prodotto da Mauro Ferrucci e Tommy Vee. L'anno successivo interpreta se stessa nel film di Fausto Brizzi Modalità aereo, distribuito nelle sale dal 21 febbraio 2019.

### Anni duemilaventi
Nel febbraio 2020 viene scelta da Amadeus come una delle co-conduttrici del Festival di Sanremo 2020, prendendo parte alla seconda ed all'ultima serata, divenendo così una delle dieci personalità (assieme a Nilla Pizzi, Johnny Dorelli, Loretta Goggi, Anna Oxa, Lorella Cuccarini, Gianni Morandi, Arisa, Emma e Fiorello) ad aver preso parte alla kermesse canora sia come cantante in gara sia come presentatrice. Nella stagione televisiva 2020/2021 partecipa come concorrente a diverse puntate del game show musicale Name That Tune - Indovina la canzone, condotto da Enrico Papi su TV8. Il 22 marzo 2021, in occasione del trentennale del brano Siamo donne, realizza assieme a Jo Squillo un nuovo videoclip del brano in collaborazione con Netflix, per promuovere la serie televisiva Sky Rojo. Dal 16 ottobre al 18 dicembre dello stesso anno partecipa come concorrente, in coppia con il ballerino Samuel Peron, alla sedicesima edizione di Ballando con le stelle, arrivando in finale e classificandosi al terzo posto; vince inoltre il premio speciale della giuria. Nel 2022 è tra i protagonisti del documentario diretto da Alessandro Melazzini Italo Disco - Il suono scintillante degli anni 80. Nello stesso anno collabora con la cantautrice italo-tedesca Eva Emaus per il singolo Superstars, pubblicato il 9 settembre 2022.
Dal 2023 prende parte a diversi progetti televisivi in Italia e Spagna. Da maggio a luglio partecipa come concorrente a Mask Singer: advina quién canta, versione spagnola de Il cantante mascherato trasmessa da Antena 3, dove nei panni della maschera del Cavalluccio marino arriva in finale e si classifica al terzo posto. Nell'estate dello stesso anno è tra gli "indagatori del glitter" del programma di Rai 2 condotto da Alba Parietti Non sono una signora. Il 30 ottobre 2023 affianca la Gialappa's Band e il Mago Forest nella conduzione di GialappaShow su TV8. Tra marzo e aprile 2024 partecipa come concorrente al talent show Baila como puedas, trasmesso dall'emittente spagnola La 1; in seguito ad un infortunio è costretta ad abbandonare il programma nel corso della quinta puntata. Dal 10 maggio 2024 è tra i coach "acchiappatalenti" del talent show L'acchiappatalenti, condotto da Milly Carlucci su Rai 1.

## Vita privata
Nel 1994 si fidanza con l'imprenditore tessile Enrico Monti. Nel 2004 ha dato alla luce il suo primogenito Luca Maria, avuto dal compagno, diventato suo marito nel 2006.
Ha più volte riportato, in interviste e dichiarazioni, di aver avuto un rapporto molto conflittuale con il padre, che ha conosciuto solo a 12 anni ed è stato assente durante tutta la sua vita. Da parte di padre ha una sorellastra, Emanuela, mai riconosciuta da quest'ultimo e che si è ricongiunta alla Salerno solo a metà degli anni duemila.

## Discografia
- 1987 – Sabrina
- 1988 – Super Sabrina
- 1990 – Over the Pop
- 1995 – Maschio dove sei
- 1999 – A Flower's Broken
- 2008 – Erase/Rewind Official Remix

## Partecipazioni a festival musicali

### Partecipazioni al Festival di Sanremo
| Edizione                 | Brani (autori - compositori)   | Interprete                   | Categoria | Piazzamento |
| ------------------------ | ------------------------------ | ---------------------------- | --------- | ----------- |
| Festival di Sanremo 1991 | Siamo donne (Giovanna Coletti) | Sabrina Salerno e Jo Squillo | Campioni  | 13º         |

### Partecipazioni al Festivalbar
- Festivalbar 1986 – Sexy Girl
- Festivalbar 1987 – Boys (Summertime Love)
- Festivalbar 1988 – My Chico - All Of Me (Boy Oh Boy) - Funky Girl
- Festivalbar 1989 – Gringo - Doctor's Orders - Sex
- Festivalbar 1990 – Yeah Yeah
- Festivalbar 1991 – Siamo donne - With a Boy Like You - Promises in the Dark

### Partecipazioni ad Azzurro
- Azzurro 1987 – Boys (Summertime Love)
- Azzurro 1989 – Pirate of Love - Like a Yo-Yo - Gringo

## Tournée
- 2007 – RFM Party 80
- 2008 – RFM Party 80
- 2012 – Best of RFM Party 80
- 2013/2014 – Stars 80
- 2014/2015 – Stars 80, l'Origine
- 2016/2017 – Stars 80, 10 ans déjà!
- 2017/2018 – Stars 80 - Triomphe

## Filmografia

### Cinema
- Grandi magazzini, regia di Castellano e Pipolo (1986) - cameo
- Le foto di Gioia, regia di Lamberto Bava (1987)
- Fratelli d'Italia, regia di Neri Parenti (1989)
- Uomini sull'orlo di una crisi di nervi, regia di Alessandro Capone (1995)
- Jolly Blu, regia di Stefano Salvati (1998)
- Colori, regia di Cristiano Ceriello (2004)
- Film D, regia di Cristiano Ceriello (2006)
- Stars 80, regia di Frédéric Forestier e Thomas Langmann (2012)
- Stars 80, la suite, regia di Thomas Langmann (2017)
- Modalità aereo, regia di Fausto Brizzi (2019)
- Italo Disco - Il suono scintillante degli anni 80, regia di Alessandro Melazzini – documentario (2022)

### Televisione
- Ferragosto OK, regia di Sergio Martino – film TV (1986)
- Professione vacanze – serie TV, episodio 1x02 (1987)
- Tutti in palestra, regia di Vittorio De Sisti – miniserie TV (1989)
- Tutti gli uomini sono uguali – serie TV (1997)
- Taglia & Cuci, regia di Michele Foresta – sitcom, 1 episodio (2009)
- People from Cecchetto, regia di Emanuele Imbucci – documentario (2023)

## Teatro
- I Cavalieri della Tavola Rotonda, regia di Alessandro Capone (1995-1996)
- Uomini sull'orlo di una crisi di nervi, regia di Alessandro Capone (1997-1998)
- Emozioni, regia di Sergio Japino (2001-2003)

## Programmi televisivi

### Italia
- Miss Italia (Italia 1, 1984) – concorrente
- W le donne (Canale 5, 1984) – concorrente
- Premiatissima (Canale 5, 1985) – valletta
- Grand Hotel (Canale 5, 1986)
- Le storie della Bussola (Rai 3, 1987)
- SandraRaimondo Show (Canale 5, 1987)
- Odiens (Canale 5, 1988-1989) – ospite fisso
- Raffaella Venerdì, Sabato e Domenica... E saranno famosi (Rai 2, 1990) – co-conduttrice
- Bellezze sulla neve (Canale 5, 1991-1992)
- Il grande gioco del mercante in fiera (Telemontecarlo, 1996)
- Cocco di mamma (Rai 1, 1998)
- La notte vola (Canale 5, 2001) – concorrente
- Matricole & Meteore (Italia 1, 2002) – inviata
- Mitici '80 (Italia 1, 2010)
- La pista (Rai 1, 2014) – coach
- Festival di Sanremo (Rai 1, 2020) – co-conduttrice[37]
- Name That Tune - Indovina la canzone (TV8, 2020-2022) – concorrente
- Ballando con le stelle (Rai 1, 2021) – concorrente
- Non sono una signora  (Rai 2, 2023) – giurata
- GialappaShow (TV8, 2023) – co-conduttrice
- L'acchiappatalenti (Rai 1,  2024) – coach

### Spagna
- Bellazas en la nieve (Telecinco, 1992)
- Mask Singer: Adivina quien canta (Antena 3, 2023) – concorrente
- Baila como puedas (La 1, 2024) – concorrente

## Radio
- Estate 101 (R101, 2008)